# Videojoc d'estratègia en temps real massiu multijugador
Els videojocs d'estratègia en temps real multijugador massius en línia o MMORTS (de l'anglès massively multiplayer online real-time strategy) són videojocs d'estratègia en temps real que permeten a milers de jugadors introduir-se en un món virtual de forma simultània a través d'Internet, i interactuar entre ells en temps real.
Es tracta de videojocs en els quals el jugador ha d'exercir el paper d'un líder, com un rei o cabdill en una ambientació fantàstica o un general en una ambientació de ciència-ficció. Això suposa ocupar-se d'assumptes com la gestió de recursos econòmics, la diplomàcia i la formació d'un exèrcit.
El joc es desenvolupa en un món persistent que evoluciona independentment que els jugadors estiguin o no connectats.

## Alguns videojocs(Per ordre alfabètic)
- BattleKnight (Edat mitjana)
- Bitefight (Vampirs)
- Celestia Conquest
- Clash of Clans (Fantasia)
- Clash royale (fantasia)
- Conan Exiles (Fantasia)
- Crowfall (Fantasia)
- Empire Strike (Fantasia)
- Evelnon (Fantasia)
- EVE Online (Espai-Scifi)
- Forge of Empires (des de Prehistòria fins a l'Actualitat)
- Game of War (Antiguitat-fantasia)
- Generation 3 (Edat mitjana)
- Gladiatus (Antiga Roma)
- Grepolis (Dodecatonisme)
- Ikariam (Antiga Grècia)
- Imperia Online (Edat mitjana-Imperialisme)
- KingsAge (Edat mitjana)
- Krynea Imperial Wars (Fantasia)
- Lord of Ultima (Edat mitjana)
- Mesians (Antiguitat)
- My singing monsters (Fantasia)
- OGame (Espai)
- Quinta Dimensión (joc) (Espai)
- Shogun's Fate (Japó feudal)
- StarCraft Universe (Espai-Scifi)
- Travian (Europa clàssica)
- Vega Conflict (Espai)
- World of Warcraft: Warlords of Draenor (Fantasia)